# Semalea arela
Semalea arela är en fjärilsart som beskrevs av Paul Mabille 1891. Semalea arela ingår i släktet Semalea och familjen tjockhuvuden. Inga underarter finns listade i Catalogue of Life.